# Nasser Hussain
Nasser Hussain OBE (* 28. März 1968 in Madras) ist ein ehemaliger englischer Cricketspieler. Er spielte als Batsman in der englischen Cricket-Nationalmannschaft und war zwischen 1999 und 2003 Kapitän im Test- und ODI-Format.

## Kindheit und Ausbildung
Hussains Vater Joe Hussain kam 1963 erstmals nach England und heiratete während seines 18-monatigen Aufenthaltes Nassers Mutter Shireen. Anschließend ging er zurück nach Indien um ein Unternehmen für elektronische Komponenten aufzubauen.
1968 wurde Nasser als jüngster von drei Brüdern in Madras geboren und 1975 kehrte die Familie von Indien nach England zurück. Joe Hussain spielte selbst Cricket, absolvierte jedoch während seiner aktiven Zeit nur ein First-Class-Spiel für Madras und war in England als Trainer an der Indoor Cricket School in Ilford tätig. Dort spielte Nasser zunächst vorwiegend als Leg Break-Bowler mit seinen Brüdern. Die Brüder, Abbas und Mel, spielten später ebenfalls Cricket für Essex beziehungsweise Worcestershire. Nasser besuchte die Forest School in Snaresbrook, Redbridge, London und spielte dort in der Schulmannschaft. Während der Schulzeit durchlebte er einen Wachstumsschub, die seine Wurf-Trajektorie zum negativen beeinflusste und so wechselte er seine Position zum Batsman. Mit acht Jahren spielte er als jüngster Spieler aller Zeiten in der Unter-11 Auswahl von Essex, mit zwölf galt gleiches für die Unter-15 Auswahl. Auch spielte er für Altersklassen-Auswahlen auf nationaler Ebene. Nach der Schule studierte er zwischen 1986 und 1989 Naturwissenschaften (Geologie und Chemie) an der Durham University.

## Zeit als Aktiver

### County Cricket
Sein Debüt für die erste Mannschaft des Essex County Cricket Club absolvierte er 1987, ein Jahr nachdem die Mannschaft ihren vierten Titel geholt hatte. In seiner ersten First-Class-Saison erzielte er in zwei Spielen 32 Runs. Beim Youth Cricket World Cup 1988 war er mit 330 Runs der drittbester Batsman des Turniers und bester Batsman der englischen Mannschaft, die im Halbfinale gegen den Turniersieger Australien ausschied. Er verbesserte sich über die Jahre und erzielte 1989 schon 945 Runs in 22 spielen. In diesem Jahr wurde er auch mit der Auszeichnung des Cricket Writers' Club Young Cricketer of the Year ausgezeichnet.

### Erste Berufungen in die Nationalmannschaft
Das erste Spiel für die englische Nationalmannschaft absolvierte er im ODI-Cricket beim Nehru Cup 1989/90 in Indien, als er dort im Halbfinale gegen Pakistan eingesetzt wurde. Sein Debüt im Test-Team absolvierte er beim ersten Test der Tour in den West Indies 1989/1990 in Kingston. Dabei erzielte er beim Sieg Englands an sechster Position 13 Runs. Beim fünften Test der Tour spielte er beide Innings mit einem gebrochenen Handgelenk und fiel mit der Verletzung den Großteil der folgenden Saison aus. Auch konnte er sich zunächst nicht fest in der Nationalmannschaft etablieren. Seine Ergebnisse für Essex waren gut, allerdings nicht herausragend. Im County Cricket konnte er mit Essex die County Championship 1991 und 1992 gewinnen. Der nächste Einsatz in der Nationalmannschaft erfolgte bei der Ashes Tour 1993. In seinem ersten Einsatz im dritten Test gelang ihm sein erstes Fifty (mehr als 50 Runs in einem Innings). Auch gewann er in diesem Jahr den Essex Player of the Year-Award. Für die Tour in den West Indies 1993/1994 wurde er nominiert, spielte dort jedoch nur in den ODIs. Die folgende Saison 1994 verlief schlecht für Hussain und so ging er im folgenden Winter nach Südafrika um sein Spiel zu verbessern. In dieser Zeit bekam er auch Kontaktlinsen. Erfolgreicher war dann 1995. Mit 1.688 Runs in 17 Spielen erzielte er die zweitmeisten Runs der First-Class-Cricket-Saison. In der Folge wurde er als Kapitän des England A-Teams, der zweiten nationalen Vertretung Englands, für die Tour in Pakistan 1995/96 auserwählt, deren Ablauf als Erfolg gewertet wurde.

### Etablierung in der Nationalmannschaft
Der endgültige internationale Durchbruch von Nasser Hussain erfolgte 1996. In Essex wurde er zum Vize-Kapitän bestimmt und nach drei Jahren Unterbrechung wieder für das Test-Team bei der Tour Indiens nominiert. Er wurde an Position 3 eingesetzt und erzielte gleich beim ersten Einsatz in Birmingham sein erstes Test-Century (mehr als 100 Runs in einem Innings). Ein weiterer gelang ihm beim dritten Test der Serie. Allerdings zog er sich dabei eine Fraktur des rechten Zeigefinger zu, die ihn für den ersten Test gegen Pakistan nicht spielen ließ. Für die Touren Englands nach Simbabwe und Neuseeland wurde er dann als Vize-Kapitän der Nationalmannschaft nominiert. Im Sommer 1997 erzielte er seine höchste Run-Zahl in einem internationalen Innings, als er gegen Australien in Birmingham 207 Runs erzielte. Mehr Probleme gab es bei der Tour Englands in den West Indies 1997/98, deren Test-Serie England mit 1–3 verlor. Hussain benötigte bis zum sechsten und letzten Test, bis er dort im zweiten Innings ein Century erzielen konnte. Nach der Tour erklärte der Kapitän Mike Atherton seinen Rücktritt und die Entscheidung über dessen Nachfolge erfolgte zwischen Hussain und Alec Stewart. Hussain machte öffentlich, dass er die Kapitänsrolle anstrebe, sie fiel zu diesem Zeitpunkt aber an Stewart. Hussain spielte weiter erfolgreich, so zum Beispiel bei der Ashes Series 1998/99, wo er den besten Durchschnitt aller Batsman erreichte. Jedoch verlor England die Tour dort mit 1–3.

### Aufstieg zum Kapitän
Zu Beginn der neuen Saison wurde Hussain in Essex zum Kapitän ernannt. Der in der Saison anstehende Cricket World Cup 1999 auf heimischen Boden wurde für England zur Enttäuschung. Schon in der Vorrunde fiel man auf Grund einer klaren Niederlage gegen Indien hinter Simbabwe zurück und schied aus. Das englische Cricket war zu diesem Zeitpunkt am Boden. Im Jahr zuvor gelang die einzige erfolgreiche Tour gegen eine der Top-Mannschaften gegen Südafrika in 13 Jahren und nach dem Ausscheiden beim World Cup suchte man nach einem Neuanfang. Am 25. Juni 1999 wurde die Berufung Hussains zum Kapitän zusammen mit der Berufung Duncan Fletchers zum neuen Coach ab Saisonende bekanntgegeben. Nach einem enttäuschenden Start mit einer Niederlage bei einer Tour gegen Neuseeland, bei dem sich Hussain sich einen Finger brach, folgte eine erfolgreiche Ära des englischen Crickets. Die Test-Serie im Winter gegen Südafrika ging mit 1–2 verloren. Aufsehen erregte der letzt Test, als Hussain und der südafrikanische Kapitän Hansie Cronje nach langen Regenfällen je ein Innings verloren gaben, um die Möglichkeit eines Ergebnisses (anders als Remis) am letzten Tag zu ermöglichen, und England den Sieg ermöglichte. Cronje wurde später der Annahme von Geldern von Buchmachern überführt, die ein Ergebnis haben wollten. Im Sommer folgte ein Gewinn zu Hause gegen die West Indies, gegen die man das erste Mal seit 1969 eine Serie gewinnen konnte. Hussain selbst spielte eine schwache Saison, da er nur unzureichende Runs erzielte. Jedoch war es sein Stil wie er das Kapitänsamt ausführte, die ihn nicht in Frage stellen ließ. So wechselte er häufig die Aufstellung auf dem Feld, was trotz der geringen Variabilität der englischen Bowler die Batsmen der Gegner vor immer neue Aufgaben stellte. Dies zahlte sich im Winter 2000/01 aus, als man gegen Pakistan und Sri Lanka gewann.

### Auf und Ab als Kapitän

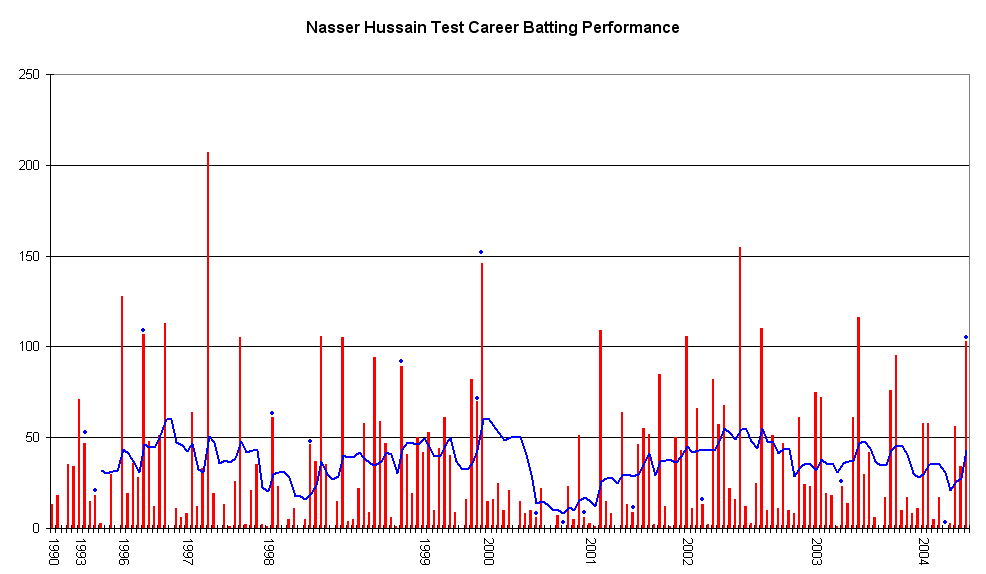
Performance als Batsman von Nasser Hussain

Der Höhenflug wurde durch ein Scheitern bei den Ashes im folgenden Winter gestoppt, die England mit 1–4 verlor. Hussain brach sich im ersten Test einen Finger und fiel so mit seiner vierten Handfraktur in zwei Jahren für die nächsten zwei Tests aus. Der folgende Winter mit Touren in Indien (Niederlage in Test-Serie, Unentschieden in ODI-Serie) und Neuseeland (Unentschieden in Test-Serie, Sieg in ODI-Serie) verlief durchschnittlich. Zur Neujahrsverleihung der Queen erhielt er zum Jahreswechsel die Auszeichnung des Officers of the British Empire. Im Sommer 2002 folgte ein Sieg gegen Sri Lanka mit 2–0 und ein Unentschieden gegen Indien. Bei der ICC Champions Trophy 2002 in Sri Lanka schied man hinter Indien in der Vorrunde aus und so ging es zum Höhepunkt des Jahres zur Ashes Tour 2002/03 in Australien. England hatte zu der Zeit mit Verletzungen zu kämpfen und zahlreiche englische Spieler wurden in den australischen Medien mit Lob für australische Spieler zitiert. Diese Unruhe übertrug sich auch auf Hussain, der beim ersten Test in Brisbane den Münzwurf gewann und somit die Entscheidung hatte zuerst zu Bowlen oder als Schlagmannschaft zu beginnen. Er entschied sich für die vermeintlich sichere Option als Feldmannschaft zu beginnen, was seitdem als seine größte Fehlentscheidung als Kapitän angesehen wurde. Australien nutzte die Gelegenheit, führte nach dem ersten Tag mit 364 Runs bei nur zwei gewonnenen Wickets und gewann das Spiel klar. Letztendlich verlor England auch die gesamte Serie mit 1–4, wobei man sich von Spiel zu Spiel verbessern konnte. Im März 2003 folgte der Cricket World Cup 2003 in Südafrika. England war bedacht darauf, nach dem frühen Ausscheiden vier Jahre zuvor dieses Mal die Vorrunde zu überstehen. Aus Sicherheitsgründen weigerte sich der ECB, die Mannschaft für das Spiel gegen Simbabwe, das in Simbabwe ausgetragen werden sollte, spielen zu lassen, was dazu führte, dass England das letzte Spiel gegen Australien gewinnen musste, um in die Super 6 Runde einzuziehen. Zwei Over vor Ende benötigte Australien noch 14 Runs und Hussain entschied sich, den damals als unerfahren geltenden James Anderson als Bowler einzusetzen. Dieser ließ zwei Boundaries zu und so verlor England das Spiel. Zwei Tage später erklärte Hussain seinen Rücktritt als ODI-Kapitän. Im April 2003 erhielt er die jährlich an fünf Spieler vergebene Auszeichnung des Wisden Cricketers of the Year. Während der folgenden Tour gegen Südafrika gab er auch das Kapitänsamt im Test-Cricket an Michael Vaughan weiter. Als Test-Kapitän in 45 Spielen gewann er 17 und verlor 15 Spiele.

### Karriereende
Hussain verblieb im Team und spielte weiterhin Test-Cricket. Einer soliden Leistung gegen Bangladesch, in der er im zweiten Test 95 Runs im zweiten innings erzielte, folgte eine deutlich schlechtere Tour gegen Sri Lanka. Ein letzter Höhepunkt seiner Karriere war der Gewinn der ersten Tour in den West Indies seit 36 Jahren im Frühjahr 2004. Nach dem ersten Test in Lord’s der Tour Neuseelands 2004, bei dem er seinen 14 Test-Century mit 103 Runs erzielte, erklärte er seinen Rücktritt vom Test- und First-Class Cricket.

## Nach seiner aktiven Zeit
Seit dem Karriereende ist er als Kommentator bei den britischen Cricket-Übertragungen von Sky und als Kolumnist bei der Daily Mail tätig. Auch verfasste Hussain seine Autobiographie.

## Technik
Hussains Technik als Batsman wurde durch das späte Umschulen vom Spin-Bowler beeinflusst. So setzt er seinen Ellenbogen nur gering beim Schlag ein, so dass seine untere Schlaghand viel an Kraft aufbringen muss. Auch werden beim Schlag seine Kopf- und Fußpositionen als unorthodox beschrieben, was dazu führt, dass er sich beim Schlagen zurücklehnt.

## Privat
Nasser Hussain ist verheiratet mit seiner Frau Karen und hat drei Kinder. Hussain ist nicht-praktizierender Muslim.

## Internationale Centuries

### Test Cricket
Nasser Hussain erzielte in seiner Karriere 14 Test-Centuries.
| Runs | Datum         | Gegner      | Innings | Test            | Tour |
| ---- | ------------- | ----------- | ------- | --------------- | ---- |
| 128  | 6. Juni 1996  | Indien      | 2       | Birmingham      | Tour |
| 107* | 4. Juli 1996  | Indien      | 2       | Nottingham      | Tour |
| 113  | 18. Dez. 1996 | Simbabwe    | 2       | Bulawayo        | Tour |
| 207  | 5. Juni 1997  | Australien  | 2       | Birmingham      | Tour |
| 105  | 24. Juli 1997 | Australien  | 3       | Leeds           | Tour |
| 106  | 20. März 1998 | West Indies | 3       | St. John’s      | Tour |
| 105  | 18. Juni 1998 | Südafrika   | 3       | London (Lord’s) | Tour |
| 146* | 26. Dez. 1999 | Südafrika   | 1       | Durban (SSK)    | Tour |
| 109  | 7. März 2001  | Sri Lanka   | 1       | Kandy           | Tour |
| 106  | 13. März 2002 | Neuseeland  | 1       | Christchurch    | Tour |
| 155  | 25. Juli 2002 | Indien      | 1       | London (Lord’s) | Tour |
| 110  | 22. Aug. 2002 | Indien      | 3       | Leeds           | Tour |
| 116  | 14. Aug. 2003 | Südafrika   | 1       | Nottingham      | Tour |
| 103* | 20. Mai 2004  | Neuseeland  | 4       | London (Lord’s) | Tour |

### ODI Cricket
Nasser Hussain erzielte in seiner Karriere ein ODI-Century.
| Runs | Datum         | Gegner | Innings | Test            | Tour |
| ---- | ------------- | ------ | ------- | --------------- | ---- |
| 115  | 13. Juli 2002 | Indien | 1       | London (Lord’s) | Tour |

## Werke
- Playing With Fire Michael Joseph Ltd, 2004. ISBN 978-0-7181-4487-6.